# Gare de Noisy-le-Sec
Gare de Noisy-le-Sec vasútállomás és RER állomás Franciaországban, Noisy-le-Sec településen.

## Vasútvonalak
Az állomást az alábbi vasútvonalak érintik:
- Noisy-le-Sec-Strasbourg-Ville-vasútvonal
- Párizs–Mulhouse-vasútvonal

## Kapcsolódó állomások
A vasútállomáshoz az alábbi állomások vannak a legközelebb:
- Gare de Bondy (Gare de Chelles - Gournay, RER E)
- Gare de Rosny-Bois-Perrier (Gare de Tournan, RER E)
- Gare de Pantin (Nanterre – La Folie, RER E)

## Lásd még
- Franciaország vasútállomásainak listája
- A RER állomásainak listája